# Департамент операций по поддержанию мира

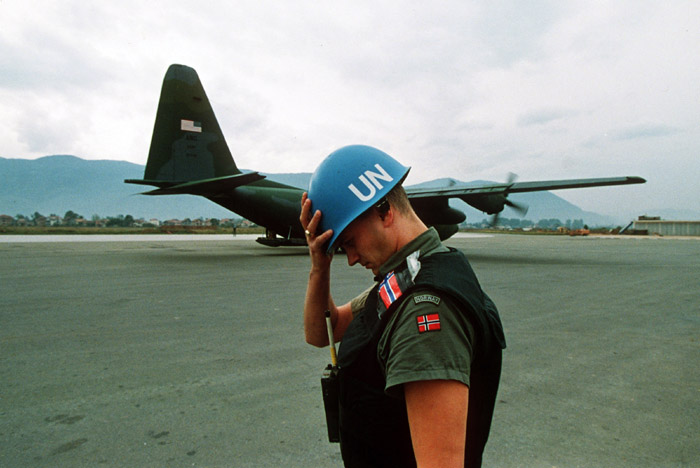
Миротворец ООН в аэропорту Сараево летом 1992 года

Департамент операций по поддержанию мира или ДОПМ (англ. Department of Peace Operations, DPO) — основное организационное подразделение Секретариата ООН, подчиняющееся Генеральному Секретарю ООН. В функции департамента входят планирование, разработка, обеспечение, координация операций по поддержанию мира, проводимых ООН.

## Структура департамента
Структурными элементами департамента являются: 
- Заместитель Генерального секретаря по операциям по поддержанию мира — осуществляет руководство департаментом, контролирует его работу, представляет работу департамента в докладах Генеральному Секретарю, в настоящее время должность занимает Эрве Ладсус[3] (Франция);
- Канцелярия заместителя Генерального Секретаря занимается преимущественно консультационной деятельностью. Включает в себя:
  - Канцелярия заместителя Генерального секретаря;
  - Группа анализа политики и обобщения опыта;
  - Административная канцелярия;
- Управление операций возглавляет помощник Генерального секретаря, который подчиняется заместителю Генерального секретаря. Управление осуществляет повседневное административное руководство операциями, выполняет обязательство Генерального Секретаря по представлению докладов об операциях по поддержанию мира Совету Безопасности. Конкретные операции по поддержанию мира подпадают под компетенцию одного из соответствующих региональных отделов, которые возглавляют директора. В состав Управления входят:
  - Ситуационный центр;
  - I Африканский отдел;
  - II Африканский отдел;
  - Отдел Европы и Латинской Америки;
  - Отдел Азии и Ближнего Востока;
- Управление по вопросам материально-технического снабжения, управления и деятельности, связанной с разминированием возглавляет помощник Генерального секретаря, который подчиняется заместителю Генерального секретаря. В состав Управления входят:
  - Отдел управления полевыми операциями и материально-технического обеспечения;
  - Служба по вопросам деятельности, связанной с разминированием;
- Отдел по военным вопросам и вопросам гражданской полиции возглавляется Военным советником, который подотчетен Генеральному секретарю и который консультирует его по военным вопросам. В состав отдела входят:
  - Канцелярия военного советника;
  - Служба военного планирования;
  - Учебная группа;
  - Группа гражданской полиции.